# در هوای امشب
در هوای امشب (به انگلیسی: In the Air Tonight) ترانه‌ای از فیل کالینز هنرمند اهل بریتانیاست که سال ۱۹۸۱ به عنوان تک‌آهنگ اصلی آلبوم رقم روی پول (Face Value) منتشر شد.
این تک‌آهنگ که به ترانه معرف فیل کالینز بدل شد، در چارت‌های سوئد، اتریش، سوئیس، نیوزلند در رتبه اول و در چارت‌های، فلاندرز، نروژ، جزو ده ترانه اول قرار گرفت.